# Australian National

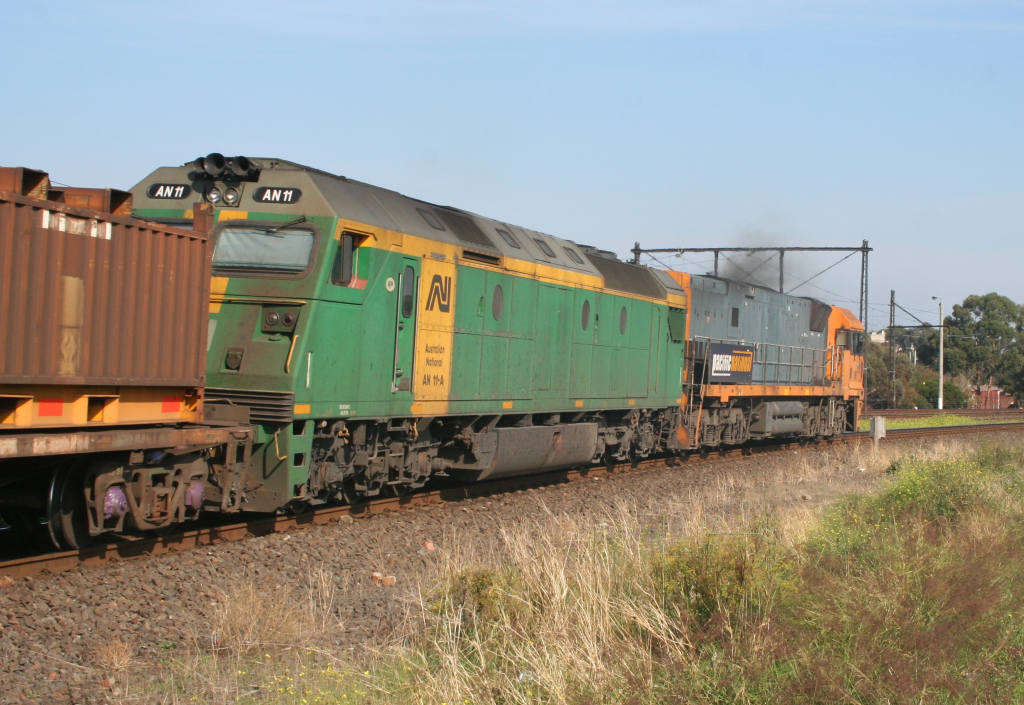
Diesellokomotive, Baujahr 1991, mit dem Anstrich der AN

Australian National war die – auch offiziell verwendete – Kurzform für die Australian National Railways Commission (ANRC), die anfangs auch als Australian National Railways (ANR) firmierte.

## Entstehung
Australian National war eine Staatsbahn, die dem Australischen Bund gehörte. Sie wurde von der Regierung unter Gough Whitlam zum 1. Juli 1975 eingerichtet. Ziel war, dass der Australische Bundesstaat die Bahnen der einzelnen australischen Bundesstaaten übernehmen und das Eisenbahnsystem vereinheitlichen sollte. Hintergrund war, dass – historisch bedingt – die früher separat verwalteten Kolonien (und späteren Bundesstaaten) in Australien jeweils ein eigenes Eisenbahnsystem errichteten, ohne auf technische Kompatibilität zu den Nachbarn zu achten. So gibt es bis heute in Australien drei unterschiedliche Hauptspurweiten.
Die Australian National übernahm zunächst die Commonwealth Railways, die bisherige Bundeseisenbahn. Dem Übernahmeangebot für ihre eigenen Bahnen stimmten die Bundesstaaten South Australia und Tasmanien sofort zu. Die Regierungen beider Staaten gehörten derselben politischen Partei wie die Bundesregierung an und sowohl die südaustralische Eisenbahn als auch die Eisenbahn in Tasmanien waren hoch verschuldet. Die Tasmanian Government Railways gingen vollständig an die AN über, in Südaustralien blieb der Vorortverkehr von Adelaide ausgenommen. Die Übergabe erfolgte zum 1. März 1978.
Die Regierung ging davon aus, innerhalb von 10 Jahren zu erreichen, dass zumindest keine neuen Defizite entstanden. Bis dahin wurden alle Bahnen mit – zum Teil erheblichen – Zuschüssen der Bundesstaaten betrieben. Um das zu erreichen, wurden folgende Geschäftsprinzipien zugrunde gelegt:
- Konzentration auf Massengüterverkehr und Verkehr zwischen den Hauptgüterzentren
- Einstellen von Verkehr, wenn die Nachfrage gering war
- Rationalisieren von Verkehr, der keine ausreichende Nachfrage aufwies
- Rationalisierung in allen Bereichen, insbesondere beim Unterhalt des Oberbaus
- Beschaffen größerer Lokomotiven und Wagen, um Züge maximal auszulasten
- Abbau von Personal und effektiverem Einsatz des verbleibenden Personals

## Abbau
Das gesetzte Ziel, dass innerhalb von 10 Jahren zumindest keine neuen Defizite entstehen, ließ sich nicht verwirklichen, so dass es nach etwa 15 Jahren zu Auflösungserscheinungen kam:
- Zunächst wurden der Güterverkehr und die Güterwagen 1992 der National Rail Corporation (NR) übertragen. Diese wurde 2001 mit dem Güterverkehr der State Rail Authority of New South Wales, der Staatsbahn von New South Wales, fusioniert und an ein Konsortium aus Toll Holdings und Patrick Corporation verkauft und fuhr nun als Pacific National.
- Die Eisenbahninfrastruktur von AN wurde 1998 an die Australian Rail Track Corporation, deren Eigentümerin ebenfalls der Bund war, übertragen.
- Der bereits bestehende Südast der Zentralaustralischen Eisenbahn zwischen Tarcoola und Alice Springs wurde 2000 in Erwartung des Weiterbaus der Strecke nach Darwin dem AdRail-Konsortium übertragen.
- Die Eisenbahn in Tasmanien wurde insgesamt an Australian Transport Network Limited verkauft, die wiederum 2004 von Pacific National übernommen wurden.
- Die Eisenbahn in Südaustralien wurden an die Australian Southern Railroad verkauft, der dortige Personenverkehr von der Great Southern Railway übernommen.